# Dobrovítov
Dobrovítov är en ort i Tjeckien.   Den ligger i regionen Mellersta Böhmen, i den centrala delen av landet, 70 km sydost om huvudstaden Prag. Dobrovítov ligger 492 meter över havet och antalet invånare är 124.
Terrängen runt Dobrovítov är lite kuperad. Runt Dobrovítov är det ganska glesbefolkat, med 25 invånare per kvadratkilometer. Närmaste större samhälle är Kutná Hora, 18,4 km norr om Dobrovítov. I omgivningarna runt Dobrovítov växer i huvudsak blandskog.